# Шербарт, Ханс
Ханс Вильгельм Шербарт (нем. Hans Wilhelm Scherbart; 16 декабря 1905, Вильмерсдорф — неизвестно) — немецкий хоккеист на траве, нападающий. Серебряный призёр летних Олимпийских игр 1936 года.

## Биография
Ханс Шербарт родился 16 декабря 1905 года в немецком городе Вильмерсдорф (сейчас район Берлина).
Играл в хоккей на траве за «Берлинер-92», в составе которого выиграл чемпионат Германии 1940 года.
В 1936 году вошёл в состав сборной Германии по хоккею на траве на летних Олимпийских играх в Берлине и завоевал серебряную медаль. Играл на позиции нападающего, провёл 3 матча, мячей не забивал.
В 1928—1940 годах провёл за сборную Германии 31 матч.
О дальнейшей жизни данных нет.